# Mauritania Sitifense

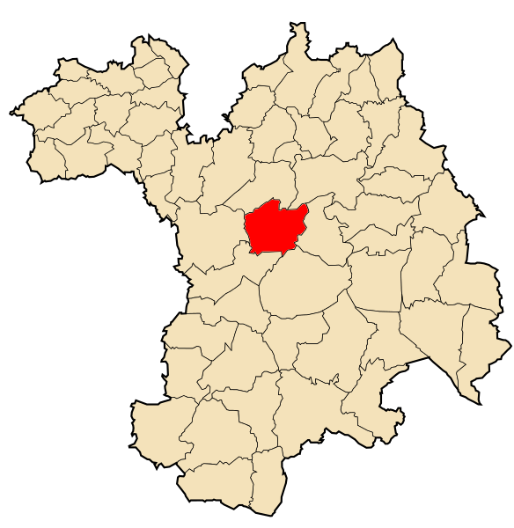
Sétif, fronteras modernas

La Mauritania Sitifense (en latín: Mauretania Sitifensis), fue una provincia romana formada con la parte oriental de la provincia de Mauritania Cesariense. La capital fue Sitifis.
Se formó con la reorganización de Diocleciano en 294, y va a existir hasta la conquista de los vándalos en 429. El nuevo territorio fue recuperado por el Imperio bizantino en la segunda mitad del siglo VI y agregado a la provincia de Mauritania Primera en la reunificación con la antigua Cesariense en 534. Fue ocupada por los árabes en 700.

## Etapa romana
El origen de la provincia de Sitifiana está directamente relacionado con la presencia del imperio romano en el Norte de África. 
Con la victoria en la III Guerra Púnica  Roma inició su presencia física en el territorio africano donde estableció los límites de sus fronteras a través de la denominada ‘’Fossa Regia’. Esta demarcación separaba los territorios  romano-africanos ganados a los cartagineses del resto del territorio que pertenecía al Reino Númida, principal potencia enemiga del imperio en el norte de África.
Tras la desaparición del Reino Númida en el año 46, esta antigua delimitación se utilizará como separación de las dos provincias romanas, el África Vetus, al Este, y el África Nova, al Oeste.
Durante el mandato del emperador Diocleciano se llevó a cabo una importante remodelación territorial en toda la África romana, motivada, entre otras causas, por la necesidad de reforzar la autoridad imperial, disminuir el poder del procónsul y aumentar los recursos fiscales. De esta manera, la antigua África proconsular se dividió en tres provincias diferentes:
- Zeugitana al norte

- Byzacena al este

- Tripolitana en el extremo más oriental

Esta reforma territorial también afectó a las Mauritanias, las cuales fueron divididas en tres

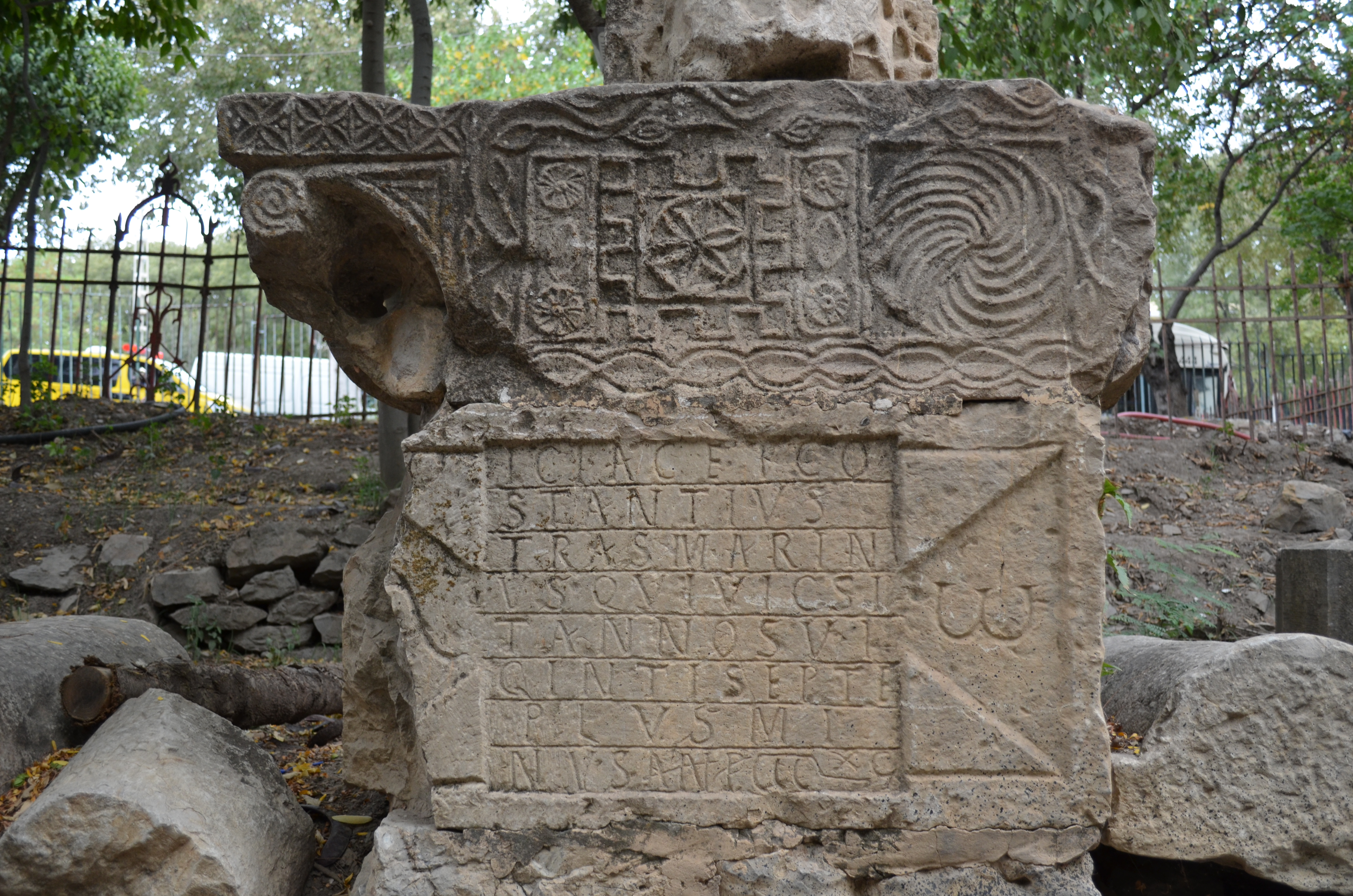
Inscripción romana procedente de Sétif.

- Mauritania Tingitiana
- Mauritania Cesariense
- Mauritania Sitifiensis

## Etapa Vándala
En el año 429 Genserico, rey de los vándalos hizo una incursión en territorio africano con el fin de obtener los mejores recursos del territorio. Desde la península ibérica, unos 20.000 guerreros cruzaron el Estrecho de Gibraltar rumbo a territorios romanos con el propósito de establecerse. Tras varios años de lucha y ante la debilidad del imperio, consiguen hacerse con el control del África romana, estableciendo la capital de su reino en Cartago.
Esta presencia vándala en el norte de África solamente perduró algo más de un siglo. El rápido desvanecimiento del reino estuvo caracterizado principalmente por un progresivo debilitamiento militar, la imposibilidad de convivir con las viejas estructuras romanas y el incipiente nacimiento de nuevos estados Bereberes, algo que será aprovechado por el imperio Bizantino. 

## Etapa Bizantina
Tras la desaparición del imperio romano de Occidente, su homólogo oriental permaneció estable durante prácticamente toda la Edad Media. Justiniano I conquistará los territorios del norte de África, arrebatándole a los Vándalos el monopolio territorial.
En el año 533, el general Belisario concluyó la conquista de los territorios arrebatados a los vándalos en el norte de África, estableciéndose en Cartago la capital de nuevo exarcado.
Con la expansión musulmana a través del norte de África el exarcado se verá expuesto a diferentes ataques externos. Durante una serie de años logró evitar la conquista musulmana, no obstante, en el año 698 un ejército de Egipto saqueó Cartago dando por finalizada la dominación romana en el norte de África.

## Conquista árabe
Una vez finalizada la conquista de la mayor parte del Norte de África, el área se dividió en tres provincias: Egipto, Ifriqiya y el Magreb.

## Actualidad
A día de hoy Sétif es una provincia de Argelia cuya capital comparte el mismo nombre. Está situada a 300km de la capital, Argel y es considerada el embrión de donde nacieron las manifestaciones del 8 de mayo de 1945 que dieron paso a la posterior guerra de independencia de Argelia.